# Вежа зі скла
Вежа зі скла (англ.Tower of Glass) — науково-фантастичний роман американського письменника Роберта Сілверберга надрукований 1970 року. Роман був номінований на премію «Неб′юла» як найкращий роман 1970 року, премію «Г′юго» як найкращий роман 1971 року і премію «Локус» як найкращий науково-фантастичний роман 1971 року.

## Короткий сюжет
Дія роману відбувається у XXIV ст. Вчений Сімеон Краг створив расу андроїдів для служіння людству. С. Краг, найзаможніша людина на Землі, займається будівництвом величезної скляної вежі в тундрі Канадської Арктики. Будівництво вежі сприятиме налагодженню зв'язку з віддаленою планетарною туманністю, галактикою NGC 7293, від якої людство отримало не розбірливе повідомлення. Сімеон Краг також займається будівництвом зорельота, щоб відправити екіпаж до цієї галактики.
Відповідальним за будівництво скляної вежі С. Краг призначив розумного і сильного андроїда на ім'я Тор. Схожі на людей андроїди сприймають Сімеона Крага богом. Вони навіть створили власну релігію, вірячи в силу і безкорисність Крага, і були переконані, що їх творець планує зробити їх рівними людині. Тор-Наглядач та інші андроїди мріють володіти такими ж правами як і люди, тому вони використовують різні способи, включаючи маніпуляцію з Мануелем, єдиним сином і спадкоємцем Крага, через сексуальні стосунки з жінкою-андроїдом Альфою Ліліт Мезон. Але Тор урешті-решт сам закохується в Ліліт, як і Мануель.
Мануель розповідає батькові про бажання андроїдів стати рівними людині. Тор підключається до сеансу мозгового штурму (у вигляді технологічної підтримки телепатії), де дізнається, що Краг відноситься до андроїдів як до простих речовин у людському обліку і не має наміру ставитися до них як до рівних. Розуміючи, що Сімеон Краг ніколи не дасть свободи андроїдам, Тор втрачає віру і оголошує людству справжню війну. Із втратою віри у свого творця андроїди влаштовують на Землі бунт, покидають свої робочі місця, беруть під контроль важливі об'єкти і вбивають людей. Тор влаштовує падіння майже добудованої 1200 метрової скляної вежі.
Розлючений Краг атакує Тора, який не може боротися зі своїм творцем і потрапляє у телепорт самознищення. Імперія Крага зруйнована, людство опиняється в серйозній небезпеці. Сімеон Краг залишає Землю своєму синові Мануелю, а сам, у зорельоті, покидає її для подорожей зоряною системою.

## Переклади іншими мовами
Роман перекладено цілою низкою інших мов:
- французькою «La tour de verre», 1972
- італійською «Torre di cristallo», 1973
- німецькою «Kinder der Retorte», 1975
- португальською «A Torre de Vidro», 1982
- португальською «A Torre de Cristal», 1990
- іспанською «La torre de cristal», 1990
- російською «Стеклянная башня», 1993
- російською «Стеклянная башня», 2001

Українською мовою станом на 2018 рік не перекладався.

## Відзнаки
- Премія «Локус» за найкращий науково-фантастичний роман, 1971 рік — 2-е місце[5]
- Премія «Неб'юла» за найкращий роман, 1971 – номінант[6]
- Премія «Г'юго» за найкращий роман, 1971 рік - 3-є місце[7]
- Премія «Дітмар» за найкращий міжнародний науково-фантастичний твір, 1971 – номінант[8]